# Alfa Cancri
Alfa Cancri (Acubens) – gwiazda podwójna w gwiazdozbiorze Raka. Znajduje się w odległości około 188 lat świetlnych.

## Nazwa
Gwiazda nosi tradycyjną nazwę Acubens, która wywodzi się od arabskiego ‏الزبانة‎ az-zubānah, co oznacza „kleszcze (raka)”. Do innych nazw, którymi określana była ta gwiazda, należą Sartan lub Sertain, co wywodzi się od arabskiego słowa określającego raka. Międzynarodowa Unia Astronomiczna w 2016 roku formalnie zatwierdziła użycie nazwy Acubens dla określenia tej gwiazdy.

## Charakterystyka
Główny składnik układu, Alfa Cancri A, jest białą gwiazdą ciągu głównego (karłem) typu widmowego A, o jasności obserwowanej równej +4,259. Jego towarzysz, Alfa Cancri B, jest gwiazdą 12 wielkości znajdującą się około 11 sekund kątowych od głównej gwiazdy.
Jako że gwiazda znajduje się blisko ekliptyki, może zostać ona zasłonięta przez Księżyc i, choć bardzo rzadko, przez planety. Z badań jej jasnej krzywej podczas okultacji wynika, że Alfa Cancri A może być ciasnym układem podwójnym, zawierającą dwie gwiazdy o podobnej jasności oddalone od siebie o 0,1 sekundy kątowej.